# Barnabás Szőllős
Barnabás Szőllős, né le 13 décembre 1998 à Budapest, est un skieur alpin hongrois, naturalisé israélien.

## Biographie
Fils du skieur alpin Peter Szőllős, sa famille déménage en Autriche durant son enfance et y découvre alors le ski. Sa sœur Noa et son frère Benjamin sont aussi des skieurs alpins qui représentent Israël.
Il commence sa carrière officielle lors de la saison 2014-2015, durant laquelle, il participe au Festival olympique de la jeunesse européenne, aux Championnats du monde junior et aux Championnats du monde élite à Beaver Creek (84e du slalom géant). Un an plus tard, il concourt aux Jeux olympiques de la jeunesse à Lillehammer, où sa septième place au slalom est son meilleur résultat.
En décembre 2017, en raison de soucis financiers avec sa fédération et du fait que son père a entraîné l'équipe israélienne, le skieur juif adopte la nationalité sportive israélienne. Il fait alors ses débuts en Coupe d'Europe quelques semaines plus tard, après avoir obtenu un top vingt aux Championnats du monde junior à Davos (19e de la descente). Lors de l'édition 2019, il prend la 17e place de cette même épreuve.
En février 2021, il retourne au plus niveau aux Championnats du monde à Cortina d'Ampezzo, où il est inscrit à toutes les courses et finit quatre fois dans le top 30 : 30e de la descente, 29e du super G, 25e du slalom géant et 13e du combiné alpin.
Il fait sa première apparition en Coupe du monde en décembre 2021 au super G de Val Gardena (53e).
Barnabás Szőllős participe aux Jeux olympiques d'hiver de 2022 à Pékin, où il est qualifié pour les cinq disciplines, finissant 30e de la descente, 30e du super G, 22e du slalom géant, 23e du slalom géant et plus notamment sixième du combiné alpin, lors duquel il signe le deuxième temps de la manche de slalom et enregistre ainsi le meilleur résultat israélien de l'histoire en ski alpin, tout en égalant la meilleure performance israélienne aux Jeux d'hiver (comme le couple Galit Chait et Sergei Sakhnovski en 2002).
Il marque ses premiers points de coupe d'Europe en janvier 2024. Quelques jours plus tard, il se blesse au visage à Kitzbühel.

## Palmarès

### Jeux olympiques d'hiver
| Épreuve / Édition | Pyeongchang 2022 |
| Descente          | 30e              |
| Super G           | 30e              |
| Slalom géant      | 22e              |
| Slalom            | 23e              |
| Combiné alpin     | 6e               |

### Championnats du monde
| Épreuve / Édition | Beaver Creek 2015 | Cortina d'Ampezzo 2021 |
| Descente          |                   | 30e                    |
| Super G           |                   | 29e                    |
| Slalom géant      | 84e               | 25e                    |
| Slalom            |                   | DNF                    |
| Combiné alpin     |                   | 13e                    |